# Квятковский, Михал
Михал Квятковский ( род. 2 июня 1990, Голюб-Добжинь) — польский профессиональный шоссейный велогонщик, c 2016 года выступающий за команду Ineos Grenadiers. Чемпион мира 2014 года в групповой гонке. Четырёхкратный Чемпион Польши по шоссейному велоспорту.

## Карьера
Первые успехи к Михалу пришли в совсем юном возрасте — в 2007 году он выиграл юношеский чемпионат Европы в групповой гонке, а в гонке на время стал вторым. Год спустя в разделках на юношеском уровне он не знал равных, выиграв и чемпионат Европы,и мировое первенство. В 2009 году Квятковский выиграл свой первый этап на многодневной гонке, которая проходила по дорогам Словакии.

### 2010 — 2011
В 2010 году молодой поляк выступал за испанскую профессиональную команду Caja Rural, в составе которой особых успехов не достиг. Его наивысшим достижением стало четвёртое место в общем зачете домашней многодневки Szlakiem Grodow Piastowskich. Несмотря на скромные результаты следующий сезон поляк провел в команде высшего дивизиона Team RadioShack. В её составе Михал заявил о себе, как о неплохом классическом гонщике, заняв третьи места в общих зачетах непростых брусчатых многодневок Три дня Де-Панне и Тур Восточной Фландрии.

### 2012
Сезон 2012 Квятковский начал в составе  команды Omega Pharma-Quick Step. Он выиграл разделку на первом этапе Тура Восточной Фландрии, но потом из-за падения вынужден был покинуть гонку. В мае поляк впервые в карьере стартовал на Джиро и смог её закончить на 136-м месте. Летом он был близок к победе на домашнем Туре Польши. Он несколько дней лидировал в общем зачете, но в итоге остался вторым, уступив первенство итальянцу Морено Мозеру. В августе Михал принял участие в олимпийской групповой гонке и завершил её на 60-й позиции.

### 2013
В 2013 году Михал продолжил прогрессировать и некоторое время даже был лидером престижной гонки Тиррено-Адриатико, но в итоге опустился на четвёртое место. Такое же место он занял на однодневной Амстел Голд Рейс, а на Флеш Валонь поляк финишировал пятым. В июне он стал вице-чемпионом Польши в гонке на время и чемпионом своей страны в групповой гонке. На Тур де Франс поляк долгое время сражался с Наиро Кинтаной за белую майку лучшего молодого гонщика, но на последней неделе он отступил на третью позицию в этом зачете, а на последнем горном этапе выпал из десятки сильнейших общего зачета, став 11-м.
В сентябре 2013 года в составе своей команды Квятковский стал чемпионом мира в командной гонке на время.

### 2014
В 2014 году Михал Квятковский выиграл итальянскую классику Страде Бьянке.Он ответил на атаку Петера Сагана, который атаковал за 20 километров до финиша. Дуэт плодотворно сотрудничал, пока Квятковский не атаковал в последний подъём. Михал Квятковский стал третьим на Льеж — Бастонь — Льеж и Флеш Валонь.Пятое место на Амстел Голд Рейс.
В сентябре Михал Квятковский надел майку лидера Тура Британии, выиграв четвёртый этап в спринте из 6 гонщиков. В общем зачёте он занял второе место и первое место в очковой классификации.
Позднее в сентябре Михал Квятковский стал первым польским велогонщиком,который выиграл Чемпионат мира по шоссейным велогонкам. Он сольно атаковал около 7 километров до финиша на спуске. Несмотря на погоню,он смог удержать лидерство и победить,надев радужную майку.

### 2015
Будучи чемпионом мира,он проехал Вольта Алгарви и Париж — Ницца,чтобы подготовиться к классическим гонкам,в обеих гонках занял второе место в общем зачёте.В апреле поляк одержал победу на Амстел Голд Рейс.
Михал Квятковский сошёл с Тур де Франс на 17 этапе.
27 сентября 2015 года Team Sky объявила о подписании контракта с поляком на 2016 год.

### 2016
25 марта Квятковский выиграл E3 Харелбеке, уехав вместе с Петером Саганом за 30 километров до финиша.

### 2017
4 марта 2017 года Михал Квятковский выиграл Страде Бьянке,уехав в отрыв за 15 километров до финиша в компании ещё 3 гонщиков.
18 марта 2017 года Михал одержал победу на итальянской однодневке Милан-Сан-Ремо,опередив Петера Сагана и Жюлиана Алафилиппа.
16 апреля 2017 года Михал занял 2 место на Amstel Gold Race.
Также Михал Квятковский вошёл в состав команды на одной из главных многодневок - Tour de France. Он занял 8-е место на стартовом этапе в Дюссельдорфе, а также 2-е место в финальной схватке в Марселе. Тем не менее, его самоотверженные усилия были в поддержку Фрума, которые вызвали много похвал от поклонников и средств массовой информации.
29 июля Михал выиграл Clásica San Sebastián.

## Достижения

### Чемпионаты
| Соревнование     | Соревнование   | 2011 | 2012 | 2013 | 2014 | 2015 | 2016 | 2017 | 2018 | 2019 |
| ---------------- | -------------- | ---- | ---- | ---- | ---- | ---- | ---- | ---- | ---- | ---- |
| Олимпийские игры | Индивидуальная | н/д  | —    | н/д  | н/д  | н/д  | 14   | н/д  | н/д  | н/д  |
| Олимпийские игры | Групповая      | н/д  | 60   | н/д  | н/д  | н/д  | 62   | н/д  | н/д  | н/д  |
| Чемпионат мира   | Индивидуальная | 48   | —    | 24   | —    | —    | —    | —    | 4    |      |
| Чемпионат мира   | Групповая      | 31   | —    | НФ   | 1    | 8    | —    | 11   | НФ   |      |
| Чемпионат Польши | Индивидуальная | 21   | 2    | 2    | 1    | —    | —    | 1    | 3    |      |
| Чемпионат Польши | Групповая      | —    | 16   | 1    | 21   | 57   | 25   | —    | 1    |      |

### Выступления

#### Многодневки
| Гранд-туры                |      |      |      |      |      |      |      |      |
| Гонка                     | 2012 | 2013 | 2014 | 2015 | 2016 | 2017 | 2018 | 2019 |
| Джиро д'Италия            | 136  | —    | —    | —    | —    | —    | —    |      |
| Тур де Франс              | —    | 11   | 28   | НФ   | —    | 57   | 49   |      |
| Вуэльта Испании           | —    | —    | —    | —    | НФ   | —    | 43   |      |
| Многодневки Мирового тура |      |      |      |      |      |      |      |      |
| Соревнование              | 2012 | 2013 | 2014 | 2015 | 2016 | 2017 | 2018 | 2019 |
| Париж — Ницца             | —    | —    | —    | 2    | —    | —    | —    | 3    |
| Тиррено — Адриатико       | —    | 4    | 18   | —    | 8    | 27   | 1    | —    |
| Вуэльта Каталонии         | —    | —    | —    | —    | —    | —    | —    | —    |
| Тур Страны Басков         | —    | —    | 2    | 8    | —    | 30   | НФ   | НФ   |
| Тур Романдии              | НФ   | —    | НФ   | —    | НФ   | —    | —    |      |
| Критериум Дофине          | —    | НФ   | НФ   | —    | НФ   | 43   | 49   |      |
| Тур Швейцарии             | —    | —    | —    | 71   | —    | —    | —    |      |
| Тур Польши                | 2    | —    | —    | НФ   | 34   | —    | 1    |      |
| Энеко Тур                 | 8    | —    | —    | —    | НФ   | —    | —    |      |

#### Однодневки
| Монументальные          |      |      |      |      |      |      |      |      |      |
| Соревнование            | 2011 | 2012 | 2013 | 2014 | 2015 | 2016 | 2017 | 2018 | 2019 |
| Милан — Сан-Ремо        | —    | —    | НФ   | НФ   | 67   | 40   | 1    | 11   | 3    |
| Тур Фландрии            | —    | —    | 40   | —    | —    | 27   | —    | 28   | —    |
| Париж — Рубе            | —    | —    | —    | —    | —    | —    | —    | —    | —    |
| Льеж — Бастонь — Льеж   | —    | НФ   | 92   | 3    | 21   | 36   | 3    | 29   |      |
| Джиро ди Ломбардия      | НФ   | —    | НФ   | 77   | 54   | —    | НФ   | —    |      |
| Классические            |      |      |      |      |      |      |      |      |      |
| Соревнование            | 2011 | 2012 | 2013 | 2014 | 2015 | 2016 | 2017 | 2018 | 2019 |
| Страде Бьянке           | —    | —    | —    | 1    | —    | 20   | 1    | 30   | —    |
| Дварс дор Фландерен     | —    | —    | —    | —    | 4    | —    | —    | —    | —    |
| E3 Харелбеке            | —    | —    | 82   | —    | —    | 1    | —    | —    | —    |
| Гент — Вевельгем        | 75   | —    | —    | —    | —    | —    | —    | —    | —    |
| Амстел Голд Рейс        | —    | НФ   | 4    | 5    | 1    | НФ   | 2    | 31   | 11   |
| Флеш Валонь             | —    | НФ   | 5    | 3    | 33   | —    | 7    | 57   |      |
| Классика Сан-Себастьяна | —    | —    | НФ   | —    | —    | 107  | 1    | —    |      |